# Confiance (X-Files)
Confiance (Three Words) est le 16e épisode de la saison 8 de la série télévisée X-Files. Dans cet épisode, qui fait partie de l'arc mythologique de la série, Mulder enquête sur un homme tué alors qu'il voulait informer le Président d'une menace extraterrestre.

## Résumé
Un individu s'introduit à la Maison-Blanche avant d'être intercepté par les gardes du corps du Président. Il est tué accidentellement au cours de la bagarre qui s'ensuit mais, avant de mourir, demande à ce qu'un disque portant la mention Fight the Future soit remis au Président. De son côté, Mulder se remet de son expérience traumatisante. Pendant ce temps, Absalom, désormais en prison, reçoit un article sur l'incident à la Maison-Blanche. Il s'évade peu après.

## Distribution
- David Duchovny : Fox Mulder
- Gillian Anderson : Dana Scully
- Robert Patrick : John Doggett
- Mitch Pileggi : Walter Skinner
- James Pickens Jr : Alvin Kersh
- Tom Braidwood : Melvin Frohike
- Dean Haglund : Richard Langly
- Bruce Harwood : John Fitzgerald Byers
- Judson Scott : Absalom
- Adam Baldwin : Knowle Rohrer

## Accueil

### Audiences
Lors de sa première diffusion aux États-Unis, l'épisode réalise un score de 7,6 sur l'échelle de Nielsen, avec 11 % de parts de marché, et est regardé par 13 millions de téléspectateurs.

### Accueil critique
L'épisode obtient des critiques plutôt positives. Dans leur livre sur la série, Robert Shearman et Lars Pearson lui donnent la note de 5/5. John Keegan, du site Critical Myth, lui donne la note de 9/10. Zack Handlen, du site The A.V. Club, lui donne la note de B+. Le site Le Monde des Avengers lui donne la note de 3/4.
Paula Vitaris, de Cinefantastique, lui donne la note de 1,5/4.